# NGC 2381
NGC 2381 este o galaxie spirală situată în constelația Carena. A fost descoperită în 26 decembrie 1834 de către John Herschel. Se află la o distanță de 43,13 de megaparseci de Pământ.